# Ottó magyar király
Wittelsbach Ottó, Magyarországon gyakran Bajor Ottó, (Burghausen, 1261. február 11. – Landshut, 1312. szeptember 9.) Alsó-Bajorország hercege 1290 és 1312 között, valamint magyar király az interregnum idején 1305 és 1312 között, bár  1307-ben megfosztották hatalmától, így ezt az évet szokás uralkodása végének tekinteni. Apja XIII. Henrik Bajorország és Alsó-Bajorország hercege, anyja Erzsébet, IV. Béla leánya.

## Származása
Ottó a német Wittelsbach-házból származott, a magyar koronára azonban IV. Béla király unokájaként tartott igényt, ugyanis édesanyja, Erzsébet a király leánya volt. Édesapja XIII. Henrik bajor herceg volt.

## Habsburg-ellenes szövetségben
Bajorországot 1255. március 28-án osztotta fel egymás között II. (Mogorva) Lajos és Ottó apja, XIII. Henrik. Pfalz és Felső-Bajorország München központtal Lajos, Alsó-Bajorország Landshut központtal pedig Henrik birtokába került. Ottónak két öccse volt, azonban Alsó-Bajorországban nem szabályozta törvény az öröklés rendjét, ezért apjuk halála előtt esküvel kötelezte az ifjabb hercegeket, hogy Ottónak négy évre átengedik a kormányzást. Henrik 1290. február 3-án meghalt és a kiszabott idő eltelte után Ottó és öccsei – III. Lajos (1269. – 1296. május 13.) és I. István (1271. – 1310. december 21.) – együtt kormányozták Alsó-Bajorországot.
Ottó első felesége I. (Habsburg) Rudolf leánya, Katalin volt, de Katalin 1282. április 4-én meghalt és hozománya is visszakerült Rudolf birtokába. 1282-ben Rudolf megkezdte családja hatalmának kiépítését, fiait hatalmas területekkel adományozta meg és birodalmi hercegekké emelte őket. Ez Alsó-Bajorország terjeszkedési lehetőségeinek végét és – mivel Felső-Bajorország ebben az időben Habsburg-barát politikát folytatott – elszigetelését is jelentette.
Rudolf halála (1291. július 15.) után az erőviszonyok jelentősen változtak. A német trónt 1292. május 5-én Habsburg Albert ellenében Nassaui Adolf foglalta el. 1294-ben Felső-Bajorország élére is új uralkodó, I. Rudolf (Ottó unokaöccse) került, aki szintén Nassaui Adolf mellett kötelezte el magát. A két Bajorország tehát hosszú idő után ismét ugyanabba a táborba került. Váltakozó sikerrel folytatott hadjáratok után 1298. július 2-án a göllheimi csatában Nassaui Adolf és bajor szövetségesei döntő vereséget szenvedtek Habsburg Albert csapataitól. A csatában Nassaui Adolf meghalt. Ottó is megsebesült, azonban az új német király Habsburg Albert a mainzi érsek közbenjárására megkegyelmezett neki. 1301-ben Ottó már Habsburg Albert szövetségeseként vett részt annak hadjárataiban.

## Habsburg szövetségben
Feltehetően – mint leányági örökösnek – már az Árpád-ház kihalásakor felmerült Ottó neve a lehetséges királyjelöltek között, de a korona végül 1301. augusztus 27-én a Přemysl-házból származó Vencelé lett. Vencel királysága többszörösen is sértette a Habsburgok érdekeit, mert egyrészt a Přemysl dinasztia lengyel (Vencel apja 1291 óta lengyel király is volt), cseh és magyar uralma hatalmi túlsúlyt jelentett a Habsburgokkal szemben, másrészt Habsburg Albert anyai nagybátyja volt a magyar koronára szintén igényt tartó Károly Róbertnek. 1304 őszén ezért német, bajor és – Károly Róbert-párti – magyar csapatokkal hadjárat indult Csehország ellen, amelyben Ottó is részt vett. A cél a Kutná Hora-i ezüstbányák elfoglalása volt, de az ostrom nem járt sikerrel és ennek következtében Albert és Ottó szövetsége is felbomlott. Ottó átállt Vencel oldalára, aki csapatainak fővezérévé és tanácsadójává tette. Ennek az átállásnak a következménye lett végül az, hogy Ottóból magyar király lett. 1305. június 21-én meghalt II. Vencel cseh király. Utóda, III. Vencel még alig volt 16 éves, sem kellő tekintélye, sem tapasztalata nem volt a helyzet kezeléséhez, így az 1305. augusztus 18-án megkötött német-cseh béke feltételeit már a német király diktálta. A feltételek között szerepelt, hogy Vencel mondjon le a magyar trónról és a magyar koronázási jelvényeket is szolgáltassa vissza. Albert nem saját magának követelte a Szent Koronát, hanem azt Károly Róbertnek kívánta juttatni. Vencel az első feltételnek eleget is tett, 1305. október 9-én Brünnben (Brno) ünnepélyesen lemondott a magyar trónhoz való jogáról, de azt a koronával együtt Ottónak adta át. Eközben pártja támadt Ottónak Magyarországon is. Az egyik legbefolyásosabb oligarcha család, a Kőszegiek kezdeményezték Magyarországra jövetelét és megkoronázását.

## Magyarország királya

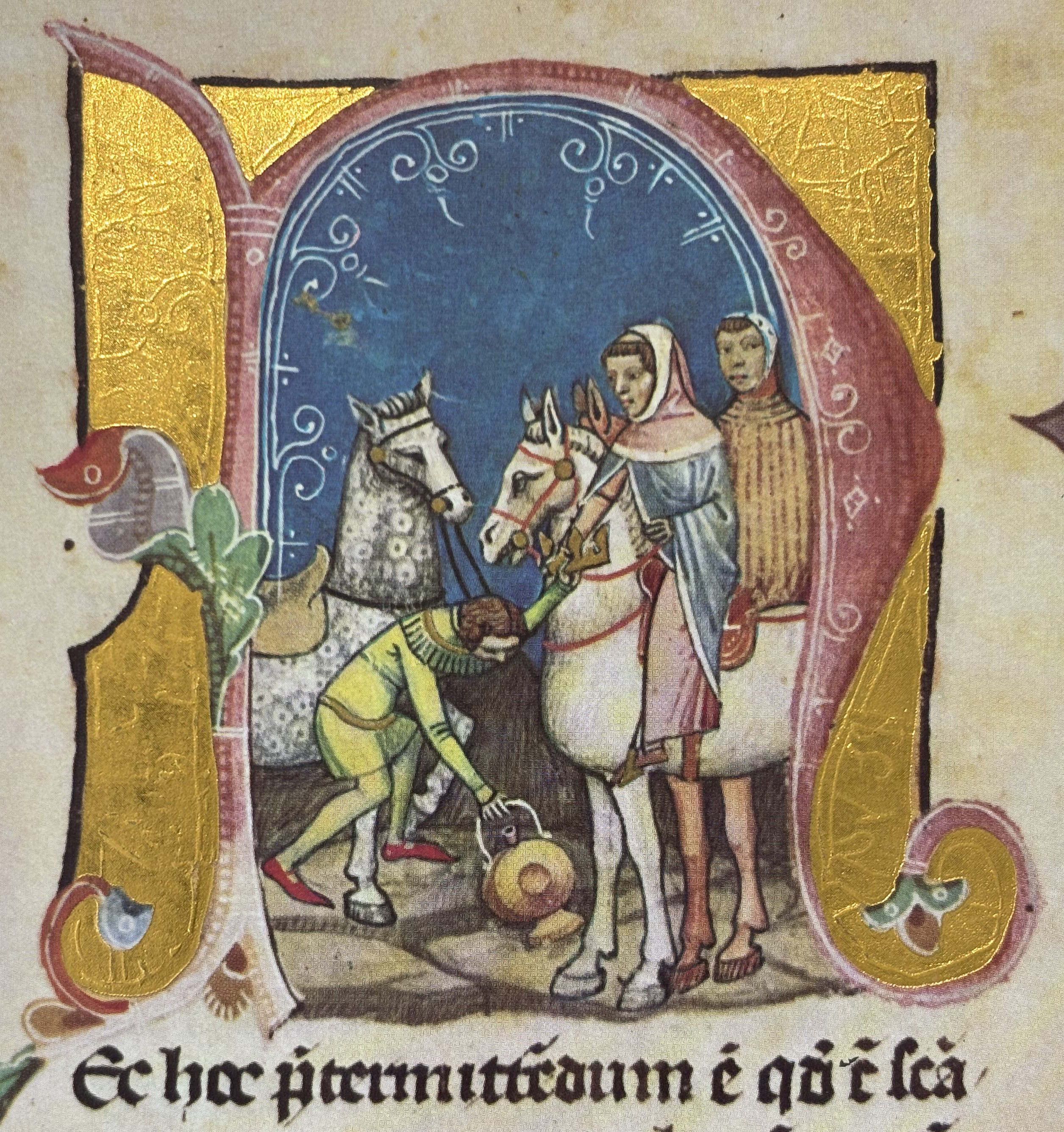
Ottó megtalálja a Szent Koronát. Miniatúra a Képes krónikából

Ottó Magyarországra jövetele nem volt veszélytelen, mert III. (Habsburg) Rudolf osztrák herceg megkísérelte a Magyarországra vezető utakat elzárni előle. Hogy a feltűnést elkerülje, Ottó (a Képes krónika ábrázolása szerint) egy nagyobb kulacshoz hasonló csobolyót készíttetett és abba rejtette a Szent Koronát. Egy éjszaka folyamán a csobolyó a földre esett és a visszaforduló Ottó csak másnap este találta meg. A Képes krónika írója égi jelként értékelte az esetet: 
„Valóban csodálatos, és el nem hallgatható csoda! Mert mit is értsek azon, hogy a korona leesett – ha nem azt, hogy az a herceg nem viselhette élete végéig ezt a koronát […] És mit jelent az, hogy senki sem találta meg, csak azok, akik vitték – ha nem azt, hogy Pannonia nem veszítheti el angyal adta koronáját.” (Bellus Ibolya fordítása)
Az angyal adta korona említése igazolja, hogy a Szent Korona „szent” voltáról alkotott nézet a 14. századra már átment a köztudatba. (A Szent Korona kifejezéssel IV. Béla egy oklevelében találkozhatunk először.) A Szent Korona kutatásában volt olyan időszak, amikor a kereszt ferdeségét a csobolyó leesésének következményeként magyarázták. Ipolyi Arnold erről így írt 1886-ban: " „a felső római korona tetőpontján, lemezeinek keresztezése központján kereszt van alkalmazva, mely jelenleg s régóta már oldalt félredőlve mozog. A korona régibb története efelől csak annyit említ, hogy a korona viszontagságos eseményei valamelyike alkalmával, talán midőn a bajor Ottó által vitetett, az útra leesve görbült el a kereszt. A korona újabb vizsgálata szerint görbe helyzetének oka, hogy az alsó csavar, mely a pántban lehelyezve tartja, nem a kereszt hosszú szára tengelyének irányulva van befúrva, hanem oldalt." "
A szerencsésen Magyarországra érkező Ottót Székesfehérvárott Rád Benedek veszprémi és Antal csanádi püspökök koronázták meg 1305. december 6-án. Habár Ottó IV. Béla magyar király unokájaként formált jogot a Szent Koronára, a koronázás nem felelt meg a magyar szokásjognak, mert nem a rangidős főpap végezte, az Anjou-párti Tamás érsek távolléte miatt. A koronázás után az új király seregével Budára vonult és – demonstrálva, hogy az országnak koronás uralkodója van – a Szent Koronával a fején bejárta az egész várost.
Az Árpád-ház kihalásának évtizedét interregnumnak szokás nevezni a magyar történelemben, annak ellenére, hogy az országnak volt koronás királya. Az elnevezést mégis az indokolja, hogy a 14. század elejére a magyar nagybirtokosok (kiskirályok vagy oligarchák) hatalma olyan mértékben megnőtt, hogy központi királyi hatalomról gyakorlatilag nem is beszélhetünk. Ottó uralma is csak az ország kis részére terjedt ki és egyre fogyó híveit is megbénította, hogy a Károly Róbert irányába elkötelezett V. Kelemen pápa egyházi átkot mondott ki rájuk. Ottó rövid uralkodásáról keveset tudunk, a fennmaradt oklevelekből az a törekvése derül ki, hogy adományaival az őt támogató főúri és egyházi csoportot próbálta erősíteni. Uralkodásának végéről többféle híradás maradt ránk. Annyi bizonyos, hogy 1307 elején Erdélybe indult, a források egy része szerint az őt támogató erdélyi németekkel akarta kapcsolatait erősíteni, más források szerint feleségül kívánta venni Kán László erdélyi vajda leányát. Kán László elfogta a magyar királyt a nála lévő Szent Koronával együtt. Ottó csak néhány hónapos rabság után, váltságdíj ígéretével szabadult és feladva magyarországi uralmi terveit Bajorországba távozott. Hazatérésekor a bajorok hősként ünnepelték, uralkodójuk kudarcát az osztrákok intrikáinak tulajdonították.

## Az Ottó-féle kötelezvény
1308. május 1-jén meghalt Ausztriai Albert, és Ottó előtt még egyszer felcsillant a remény a Habsburgokkal való leszámolásra. Albert fiai, Lipót és Frigyes ellen azonban nem sikerült döntő győzelmet kicsikarnia és 1311. április 7-én Passauban kénytelen volt békét kötni.
Alsó-Bajorország háborús kiadásai és a magyarországi adósság együtt olyan mértékűek voltak, hogy Ottó világiakra és egyháziakra egyaránt vonatkozó jószágadót szándékozott kivetni ami jelentős ellenállást váltott ki. A kiutat az 1311. június 15-én kiadott dokumentum, az Ottó-féle kötelezvény (Ottonische Handfeste) jelentette, amely kiszélesítette a bajor nemesség jogait, beleértve az intézményes ellenállás jogát is. A dokumentum nem csak Ottóra, hanem utódaira is vonatkozott, ezért az alapvető bajor rendi szabadságjogok dokumentumának tekintik. Ottó 1312. szeptember 9-én halt meg.

## Galéria

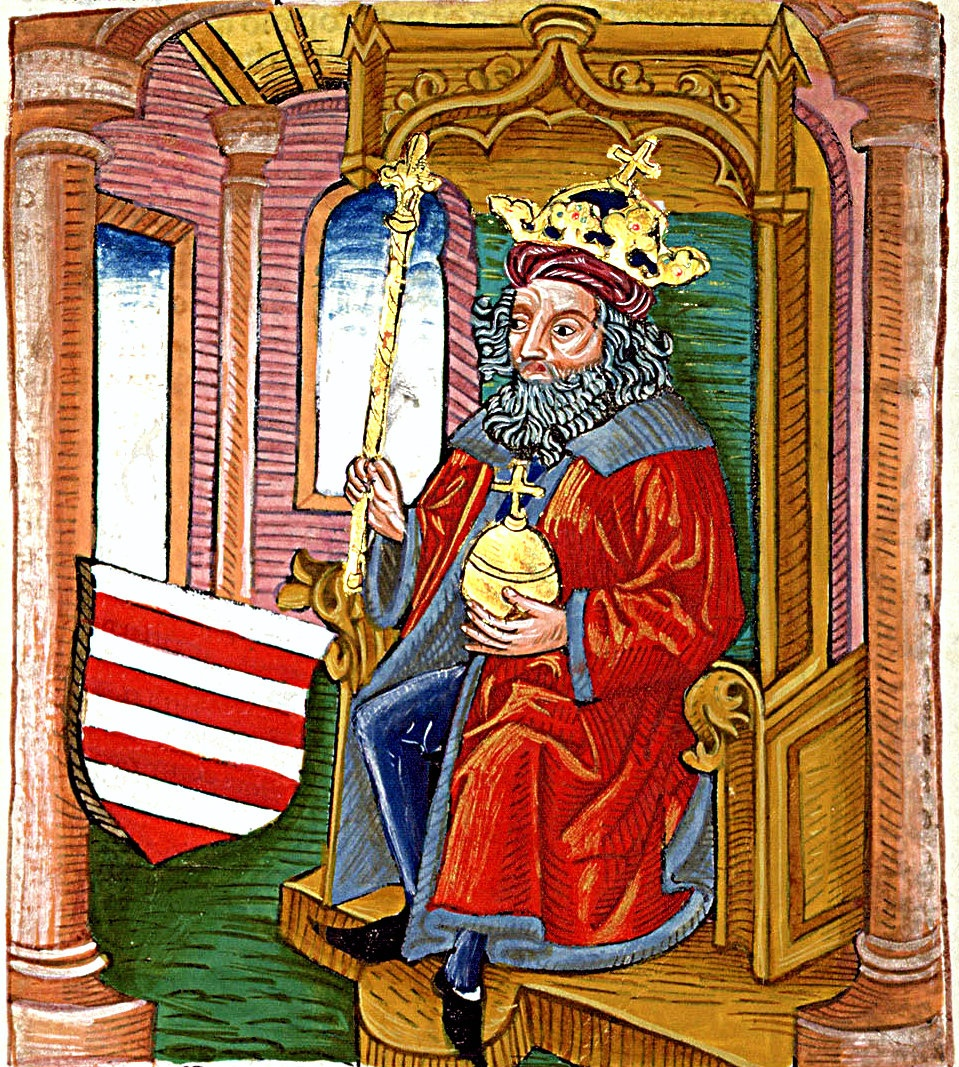
Ottó a Thuróczi-krónika egy másik kiadásában
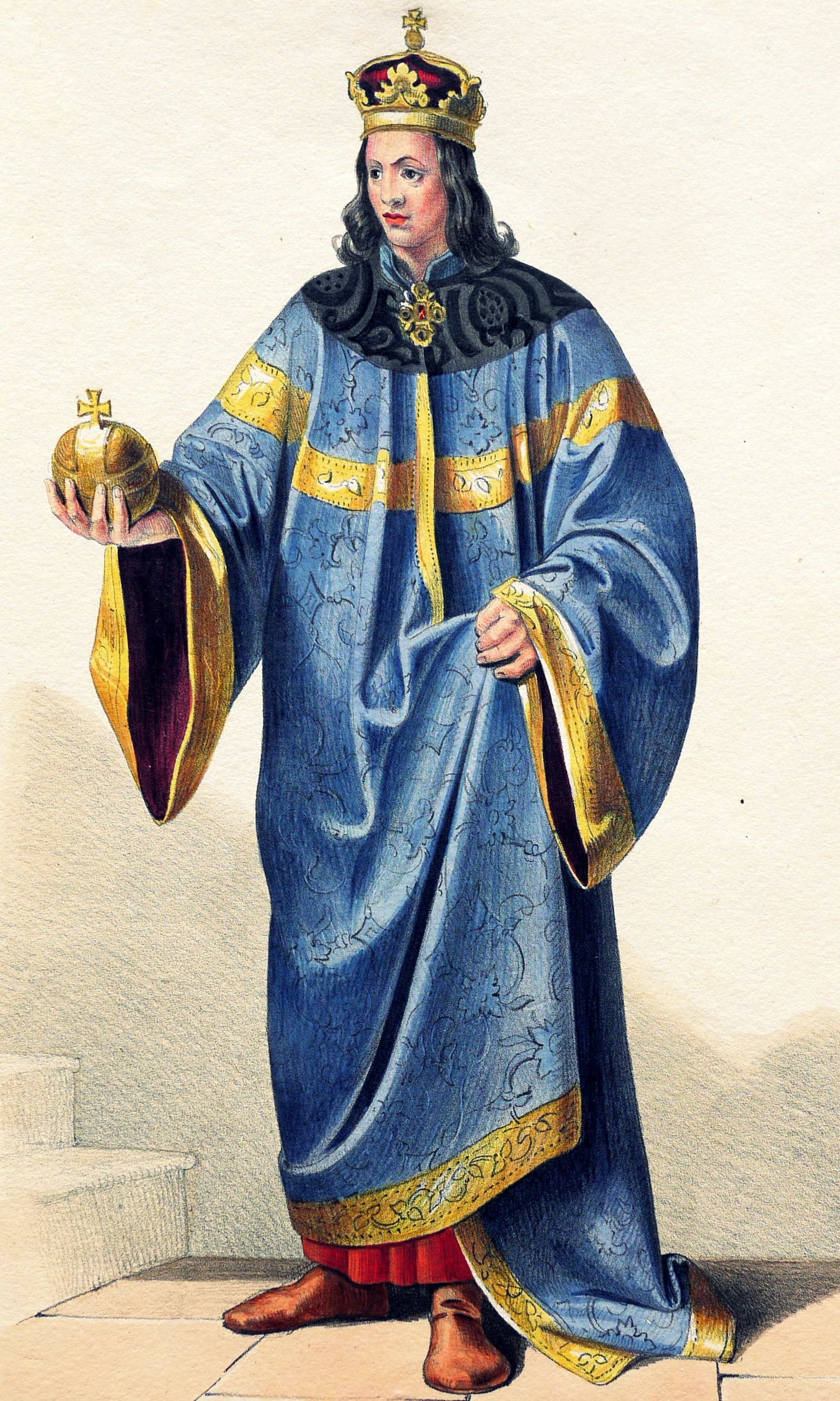
Josef Kriehuber színezett litográfiája
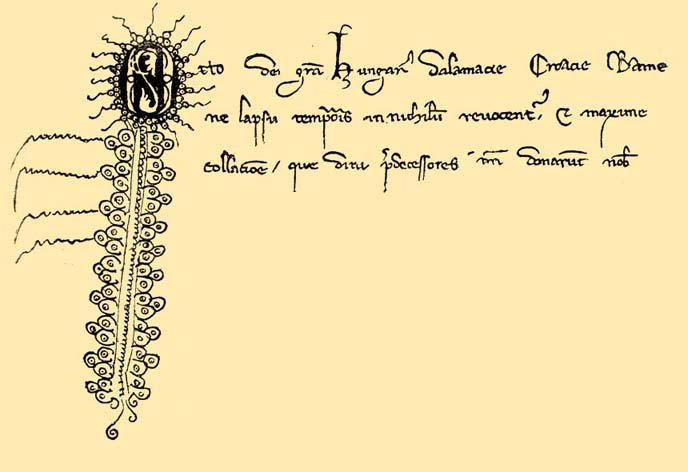
Ottó egy 1306-ban kelt oklevelének kezdő sorai
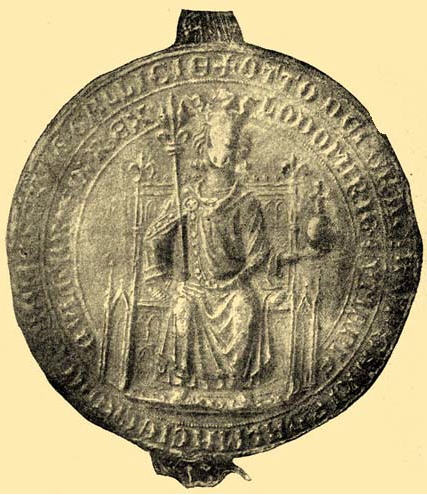
Királyi bullájának előlapja
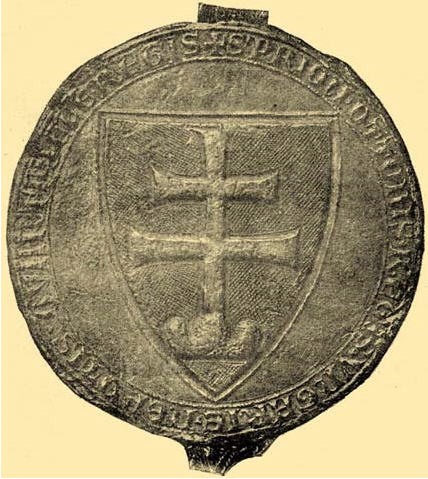
Királyi bullájának hátoldala